# تشارلز كروس
تشارلز كروس (بالإنجليزية: Charles Cross)‏ هو سياسي أسترالي، ولد في 29 أكتوبر 1891 في المملكة المتحدة، وتوفي في 26 أكتوبر 1955 في برث في أستراليا بسبب حادث مرور. حزبياً، نشط في حزب العمال الأسترالي ‏. وقد انتخب عضو الجمعية التشريعية لأستراليا الغربية.